# ごめん、でもルーカスは僕を好きだったんだ
『ごめん、でもルーカスは僕を好きだったんだ』 （ 西： Perdona bonita, pero Lucas me quería a mí ）は、1997年に製作されたスペインの映画。
日本では、1997年（第6回）東京国際レズビアン&ゲイ映画祭にて上映された。

## キャスト
- トニー：ジョルディ・モリャ
- カルロス：ペポン・ニエト
- ダニ：ロベルト・コレチェル